# Sigurd Magnusson
Sigurd Magnusson (1180? - Askøy, 3 de abril de 1194) fue un pretendiente al trono de Noruega y un rey rival de Sverre I, durante las guerras civiles noruegas. Supuestamente era hijo del rey Magnus V, quien había muerto en combate contra Sverre en 1184.

## Biografía
Fue elegido para ser el líder de una facción opositora al rey Sverre, los Øyskjegg, creada en las Islas Orcadas. Aunque fue nominalmente el líder, en realidad el control de éstos lo tenía su tío Hallkjell Jonsson, quien reunió un ejército en las Orcadas y las Shetland, apoyado por el jarl Harald Maddadsson.
Fue elevado a rey en 1193 en una asamblea cerca de Tønsberg, en la región de Viken, la principal plaza fuerte de su padre. Su rebelión duró poco tiempo. Aunque se ocupó la ciudad de Bergen, su flota fue derrotada por la de Sverre en la batalla de Florvåg, donde Sigurd murió, el 3 de abril de 1194, un domingo de ramos.
Su cuerpo fue exhibido en Bergen para demostrar el poder de Sverre y para evitar que algún impostor se hiciera pasar por el joven príncipe. Después fue sepultado en el patio de la Iglesia de Santa María de Bergen.